# Knick Knack
Knick Knack è un film del 1989 scritto e diretto da John Lasseter. È il quarto e ultimo cortometraggio in animazione al computer prodotto dalla Pixar prima che venisse convertita da azienda di hardware a studio di animazione, realizzando in seguito il lungometraggio Toy Story - Il mondo dei giocattoli (1995), e uno degli ultimi lavori di Lasseter come animatore.
Ispirato ai cortometraggi di Chuck Jones (in contrasto con i corti precedenti dello studio), Knick Knack debuttò alla convention SIGGRAPH del 1989 a Boston e fu presentato in 3D. Il cortometraggio ha ricevuto recensioni positive sin dal suo debutto ed è stato proiettato come parte di numerosi festival cinematografici. Dal 2003 viene distribuito in una versione modificata, originariamente proiettata in abbinamento ad Alla ricerca di Nemo.

## Trama
Un pupazzo di neve di nome Knick, intrappolato in un globo di neve posto su una libreria, tenta di raggiungere una statuina femminile posata su un sasso, con la scritta "Sunny Miami", che gli dice di andare da lei. Dopo innumerevoli tentativi, si fa cadere dalla libreria, con lo scopo di uscire dal globo. Riesce ad uscire, ma atterra in un acquario, nel quale è presente una statuina a forma di sirena, questa con la scritta "Sunny Atlantis". Nick cerca di raggiungerla, ma il globo gli piomba addosso intrappolandolo nuovamente, a pochi passi dalla meta.

## Produzione
Nel 1989 il terzo cortometraggio della Pixar, Tin Toy, fu il primo in animazione al computer a vincere l'Oscar al miglior cortometraggio d'animazione. Fu anche la prima vittoria per la società di hardware, che stava ancora lottando per vendere il suo prodotto principale: il Pixar Image Computer. L'animatore e regista chiave dietro Tin Toy, John Lasseter, aveva lavorato alla Disney diversi anni prima, ma era stato licenziato perché aveva inconsapevolmente pestato i piedi ai suoi superiori con il suo supporto all'animazione al computer. A seguito della vittoria dell'Oscar per Tin Toy, la Disney iniziò una campagna per riconquistare Lasseter.
Lasseter rifiutò l'offerta dello studio per una posizione da regista, dicendo al co-fondatore della Pixar Edwin Catmull: "Posso andare alla Disney e fare il regista, oppure posso restare qui e fare la storia". Jeffrey Katzenberg, l'allora capo della The Walt Disney Studios, aveva la reputazione di essere difficile e autoritario. Al contrario, Lasseter riceveva completa libertà creativa nella piccola divisione di animazione della Pixar ed era molto rispettato dai suoi colleghi. Oltre a catturare l'interesse della Disney, l'interesse del proprietario della Pixar Steve Jobs per il gruppo di animazione fu rinvigorito e approvò la produzione di un altro cortometraggio.
Dopo i grattacapi nell'animare Billy in Tin Toy, Lasseter si tirò indietro dal rappresentare personaggi umani. Il team concordò di fare qualcosa di più semplice che non li avrebbe "fatti impazzire tutti", secondo il produttore Ralph Guggenheim. Quando guardò Chi ha incastrato Roger Rabbit durante la produzione di Tin Toy, Lasseter si sentì ispirato a creare un cartone animato nello stile di Chuck Jones. Invece di sfidare i limiti del computer come avevano fatto nei precedenti cortometraggi, gli animatori volevano realizzarne uno basato su forme geometriche, che era un punto di forza del computer. In una discussione con il gruppo, Lasseter tirò in ballo il famoso regista della Warner Bros. e della MGM Tex Avery, notando che i suoi cartoni animati erano selvaggi ed esuberanti, ma non necessariamente molto complessi. Lasseter collezionava globi di neve e si divertiva anche con i souvenir provenienti da luoghi lontani; da quegli elementi, Knick Knack – l'unica commedia pura tra i primi cortometraggi di Lasseter alla Pixar – iniziò a prendere forma.
Anche il resto del team era fan dei cartoni animati di Tom & Jerry e del lavoro di Chuck Jones e trovava l'idea della violenza da cartone animato accattivante. L'animatore Flip Phillips e la coordinatrice di produzione Deirdre Warin ebbero contemporaneamente l'idea del globo di neve che cade in una boccia per pesci. Craig Good ebbe l'idea di un "iris out", un cerchio che si restringe alla fine, come riferimento ai Looney Tunes. Uno scheletro sullo scaffale nel cortometraggio era un modello 3D da un set di dati di scheletri dell'Università statale dell'Ohio chiamato George, anche se il team Pixar allungò le braccia di George per un effetto comico. Ad essere distorti furono anche i due personaggi femminili – la donna in bikini e una sirena – i cui seni erano ultra-esagerati grazie a un direttore tecnico che era un appassionato di pin-up.
Il cantante Bobby McFerrin creo la colonna sonora musicale e la traccia jazz vocale a cappella che improvvisò mentre guardava un montaggio preliminare del film. Quando il montaggio preliminare terminava, i titoli di coda segnaposto recitavano blah-blah-blah-blah, quindi cantò quelle parole che rimasero nella colonna sonora del film. McFerrin realizzò la colonna sonora gratuitamente perché convinto che fosse bello essere coinvolti nel film. Gary Rydstrom della Lucasfilm creò gli effetti sonori per il cortometraggio.

## Distribuzione e accoglienza
Knick Knack debuttò al SIGGRAPH di Boston in 3D il 1º settembre 1989. Lo stesso mese fu distribuito limitatamente nei cinema statunitensi dalla Expanded Entertainment come parte dell'antologia di cortometraggi animati The Second Animation Celebration: The Movie. Nel 1990 vinse il premio per il miglior cortometraggio al Seattle International Film Festival. Quando Lasseter lo presentò al BFI London Film Festival nel 1991, The Independent lo definì "un capolavoro" e The Guardian elogiò Lasseter come "probabilmente la cosa più vicina a Dio che abbia mai onorato la comunità delle immagini elettroniche". Nel 2001 Terry Gilliam lo selezionò come uno dei dieci migliori film d'animazione di sempre. Dopo Knick Knack la Pixar si prese una pausa dai cortometraggi animati e si concentrò nuovamente sull'animazione di spot televisivi per generare entrate e assumere nuovi animatori.

### Edizioni home video
Nel 1996 Knick Knack fu inserito come extra nell'edizione deluxe in Laserdisc di Toy Story - Il mondo dei giocattoli e nella VHS Tiny Toy Stories, distribuite in America del Nord dalla Walt Disney Home Video. Dal 2003 la versione modificata fu inclusa in quasi tutte le edizioni home video di Alla ricerca di Nemo (tranne che nell'edizione DVD-Video italiana a disco singolo) e, con un commento audio opzionale di John Lasseter, Eben Ostby e William Reeves, nella raccolta I corti Pixar collection - Volume 1, uscita in DVD e Blu-ray Disc nell'autunno del 2007.

## Versioni alternative
Il 30 maggio 2003 Knick Knack fu distribuito nei cinema nordamericani (e successivamente in tutto il mondo) abbinato al film Alla ricerca di Nemo. Per l'occasione il cortometraggio subì un processo di re-rendering con modifiche al design della donna sul soprammobile "Miami" e della sirena nella boccia per pesci. A entrambi i personaggi fu notevolmente ridotto il seno, e la sirena indossa un reggiseno a conchiglia anziché solo dei copricapezzoli a forma di stella marina. Lasseter difese i cambiamenti dicendo: "Non è stata la grande e cattiva Disney a venire e insistere perché lo facessimo, e in realtà è stata una nostra scelta. Per me personalmente come padre era semplicemente oltrepassare il limite, quindi ho preso la decisione di ridurre le dimensioni del suo seno". Inoltre il logo Pixar dell'epoca fu sostituito con il nuovo logo preceduto dal messaggio: "Nel 1989, sei anni prima di Toy Story, i Pixar Animation Studios realizzarono questo cortometraggio". Questa versione, oltre a essere l'unica commercializzata da allora in poi, è anche l'unica a essere stata distribuita nei paesi non anglofoni. Inoltre, una sua versione 3D fu abbinata alla riedizione in Disney Digital 3D del 2006 di Nightmare Before Christmas (1993).